# Сьмілово (Ґостинський повіт)
Сьмілово (пол. Śmiłowo, нім. Sandrode) — село в Польщі, у гміні Понець Гостинського повіту Великопольського воєводства.
Населення — 498 осіб (2011).
У 1975-1998 роках село належало до Лешненського воєводства.

## Демографія
Демографічна структура станом на 31 березня 2011 року:
|          | Загалом | Допрацездатний вік | Працездатний вік | Постпрацездатний вік |
| -------- | ------- | ------------------ | ---------------- | -------------------- |
| Чоловіки | 248     | 56                 | 165              | 27                   |
| Жінки    | 250     | 52                 | 148              | 50                   |
| Разом    | 498     | 108                | 313              | 77                   |